# Reanimation
«Reanimation» — реміксовий альбом американського рок-гурту Linkin Park, що вийшов 30 липня 2002, слідом за першим альбомом групи, Hybrid Theory. Альбом був записаний під час туру в підтримку  Hybrid Theory, що пройшов у 2001 році, і містив електронні й хіп-хоп ремікси на пісні з дебютного альбому.

## Реакція критиків
Захисники альбому стверджують, що Reanimation допоміг багатьом андеґраундним хіп-хоп виконавцям показати свої твори великій аудиторії, а також що матеріал, що ввійшов до альбому був настільки значно змінений (змінилася структура пісень, були додані нові приспіви або змінені старі, у записі альбому взяли участь безліч запрошених виконавців), що альбом можна розглядати як зовсім нову роботу. Оглядач AllMusic Стівен Томас Ерлівайн назвав альбом «скажено цікавішим, ніж дебют Linkin Park» і «доброзичливим кроком у правильному напрямку», стверджуючи, що попередній матеріал групи був занадто схожий на численні нью^-метал групи, а також похвалив Reanimation за спробу привнести в стиль щось нове. Пізніше, коли в 2003 вийшов альбом Meteora, він був розчарований відсутністю подальшого прогресу. Linkin Park також стверджують, що альбом Reanimation можна розглядати і як альбом реміксів, і як повноцінний студійний альбом. Підсумковий результат альбому на сайті Metacritic склав 60%.

## Відео MTV 2
MTV Two зробили відео на кожну пісню альбому, навіть на ті, які транслювались всього кілька разів. Ці відео включали «Opening» (дівчина із відео «Frgt/10» лежить на ліжку), «Pts.OF.Athrty» (прапор США до 1:05, потім погоня на мотоциклах), «[Chali]» (дівчина на ліжку і знімки її кімнати), «Frgt/10» (дівчина, що малює графіті, тікає від поліції), «P5hng Me A*wy» (канібал за роботою), «Plc.4 Mie Hæd» (дівчина, що співає пісню), «X-Ecutioner Style» (намальований хлопчик, що йде по місту, наспівуючи частини «Shut up», які співає Честер), «H! Vltg3» (одна ніч з життя одного чоловіка), «[Riff Raff]» (та ж дівчина в ліжку), «Wth>You» (дуже швидкий монтаж поліцейських фотографій людей синхронно з піснею), «Ppr:Kut» (кадри реакції людей на неочікуваний гучний шум, під час прослуховування музики; у цьому відео з'являється в камео Джо Хан, «Rnw@y» (дівчина зі стрижкою-ірокезом у місті), «By_Myslf» (дівчина в лісі), «Kyur4 th Ich» (люди що танцюють брейк-данс, режисером кліпу був Джо Хан) «1Stp Klosr» (зображує розрив стосунків) і «Krwlng» (анімація білого чоловічка). Тільки відео на пісні «Frgt/10» і «Kyur4 th Ich» були офіційно видані на DVD-версії альбому, разом із офіційним відео «Pts.OF.Athrty», знятим за допомогою 3D-анімації.

## Reanimation на концертах
Частина матеріалу з альбому Reanimation увійшла в програму концертних виступів Linkin Park, що можна побачити по присутності «P5hng Me A*wy» на Live in Texas. Також, інтро до Krwlng іноді виконується перед «Crawling», як можна побачити на Road To Revolution — Live in Milton Keynes (2008) і Live 8 (2003), «Frgt/10», яка виконувалась на 'ReAct: Music and Relief' (2005). Второй програш із «1Stp Klosr» зазвичай виконується там, де він був у реміксовій версії «One Step Closer», при цьому, слова Джонатана Девіса співаються Честером. Іноді, Майк співає «Blood is pouring» поміж «Shut up!» Честера, що повторяються. У тому ж турі, Chali 2na виконав «Frgt/10» разом із групою. Також, семпли «Wth>You», що програються під час рядків Майка, використовуються замість оригінальних гітарно-синтезаторних партій в «With You», а Честер кричить «Come on!» відразу після гітарних рифів. Майк Шинода також грав укорочену версію «Enth E Nd» з Fort Minor на концертах фестивалю Pukkelpopу 2005. У 2004, під час концертів фестивалю Projekt Revolution, Джо Хан виконав початок «Pts.OF.Athrty» перед інтро «Points of Authority». Починаючи з 2006, Krwlng використовується Linkin Park як вступ до пісні Crawling.

## Список композицій
| #   | Назва                                                               | Автор                            | Тривалість |
| --- | ------------------------------------------------------------------- | -------------------------------- | ---------- |
| 1.  | «Opening»                                                           |                                  | 1:07       |
| 2.  | «Pts.OF.Athrty» (Jay Gordon)                                        | Linkin Park                      | 3:45       |
| 3.  | «Enth E Nd» (KutMasta Kurt featuring Motion Man)                    | Linkin Park                      | 3:59       |
| 4.  | «[Chali»                                                            |                                  | 0:23       |
| 5.  | «Frgt/10» (Alchemist featuring Chali 2na)                           | Linkin Park, Wakefield, Farrell  | 3:32       |
| 6.  | «P5hng Me A*wy» (Майк Шинода з Stephen Richards)                    | Linkin Park                      | 4:37       |
| 7.  | «Plc.4 Mie Hæd» (Amp Live featuring Zion)                           | Linkin Park, Wakefield, Farrell  | 4:20       |
| 8.  | «The X-Executioners Style» (X-Executioners featuring Black Thought) |                                  | 1:49       |
| 9.  | «H! Vltg3» (Evidence featuring Pharoahe Monch & DJ Babu)            | Shinoda, Hahn, Delson            | 3:30       |
| 10. | «[Riff Raff]»                                                       |                                  | 0:21       |
| 11. | «Wth>You» (Chairman Hahn featuring Aceyalone)                       | Linkin Park, M. Simpson, J. King | 4:12       |
| 12. | «Ntr\Mssion»                                                        |                                  | 0:29       |
| 13. | «Ppr:Kut» (Cheapshot & Jubacca featuring Rasco & Planet Asia)       | Linkin Park                      | 3:26       |
| 14. | «Rnw@y» (Backyard Bangers featuring Phoenix Orion)                  | Linkin Park, Wakefield           | 3:13       |
| 15. | «My<Dsmbr» (Mickey P. featuring Kelli Ali)                          | Shinoda                          | 4:17       |
| 16. | «[Stef]»                                                            |                                  | 0:10       |
| 17. | «By_Myslf» (Josh Abraham & Майк Шинода)                             | Linkin Park                      | 3:42       |
| 18. | «Kyur4 th Ich» (Chairman Hahn)                                      | Linkin Park                      | 2:32       |
| 19. | «1stp Klosr» (The Humble Brothers featuring Jonathan Davis)         | Linkin Park                      | 5:46       |
| 20. | «Krwlng» (Майк Шинода з Aaron Lewis)                                | Linkin Park                      | 5:42       |

### Японське видання
| #   | Назва                                                 | Автор       | Тривалість |
| --- | ----------------------------------------------------- | ----------- | ---------- |
| 21. | «Buy Myself» (remix of "By Myself" by Marilyn Manson) | Linkin Park | 4:26       |

### Бонус-треки на iTunes
| #   | Назва                                             | Автор       | Тривалість |
| --- | ------------------------------------------------- | ----------- | ---------- |
| 22. | «One Step Closer» (Live LP Underground Tour 2003) | Linkin Park | 3:42       |
| 23. | «Buy Myself» (Manson Remix)                       | Linkin Park | 4:26       |
| 24. | «My December» (Live Projekt Revolution Tour 2002) | Shinoda     | 4:27       |

### DVD-аудіо
Містить повний альбом, змікшований в об'ємному звуці 5.1, а також музикальні відео на пісні «Pts.OF.Athrty», «Frgt/10» і «Kyur4 th Ich». DVD доступний тільки в форматі DVD-Audio.

### Демоверсії
Відомо про існування трьох демоверсій зі звукозаписуваючих сесій альбому — демо пісні «1stp Klosr» без Джонатана Девіса, коротке демо «Enth E Nd» з DJ Vice, і демо «Pts.OF.Athrty». Ні одне із демо не випускалося офіційно, але користуються певною популярністю в онлайні й серед прихильників групи.

## Учасники запису
- Linkin Park:
  - Честер Беннінґтон — вокал
  - Роберт Бурдон — ударні, бек-вокал
  - Бред Делсон — гітара, бас-гітара, бек-вокал
  - Джозеф Хан — запис, семпли, бек-вокал
  - Майк Шинода — вокал, семпли
  - Дейв Фаррелл — бас-гітара, бек-вокал
- Додаткові музиканти і виконавці перероблених пісень:
  - Джей Гордон — інтерпретація «Pts.OF.Athrty»
  - KutMasta Kurt — інтерпретація «Enth E Nd»
  - Motion Man — вокал на «Enth E Nd»
  - The Alchemist — інтерпретація «Frgt/10»
  - Chali 2na — вокал на «Frgt/10»
  - Стівен Річардс — вокал на «P5hng Me A*wy»
  - Amp Live — «Plc.4 Mie Hæd»
  - Zion I — «Plc.4 Mie Hæd»
  - Шон С. — «X-Ecutioner Style»
  - Roc Raida — інтерпретація «X-Ecutioner Style»
  - Black Thought — «X-Ecutioner Style»
  - Evidence — інтерпретація «H! Vltg3»
  - Pharoahe Monch — вокал на «H! Vltg3»
  - DJ Babu — «H! Vltg3»
  - Aceyalone — «Wth>You»
  - DJ Cheapshot — «Ppr:Kut»
  - Jubacca — «Ppr:Kut»
  - Rasco — «Ppr:Kut»
  - Planet Asia — "Ppr:Kut
  - Backyard Bangers — «Rnw@y»
  - Phoenix Orion — «Rnw@y»
  - Mickey P. — «My<Dsmbr»
  - Kelli Ali — «My<Dsmbr»
  - Грег Кьорстін — клавішні на «My<Dsmbr»
  - Джош Абрахам — інтерпретація «By_Myslf»
  - Стівен Карпентер — гітара на «By_Myslf»
  - The Humble Brothers — інтерпретація «1Stp Klosr»
  - Джонатан Девіс — вокал на «1Stp Klosr»
  - Аарон Люїс — вокал на «KRWLNG»
  - Мікі Петралія — клавішні, програмування, продюсування, інтерпретація
  - Майкл Фітцпатрік — програмування, інтерпретація
  - Даг Трентоу — програмування, продюсування, інженеринг
  - Ерік Грегорі — програмування
- Джефф Честер — інженер
- Брайан Гарднер — цифрове редагування, мастерінг
- Дон Гілмор — продюсер (оригінальний запис)
- Марк "Спайк" Стент — мікшування
- Енді Уоллас — мікшування
- Том Валлі — підбір виконавців
- Трой Стентон — мікшування
- Джош Кузоміс — інтерпретація
- Райан Вільямс — інженер
- DJ Revolution — редагування
- Йонас Г. — інженер
- Ненсі Стерн — чистка семплів
- Рей Уілсон — допоміжний інженер
- Джефф Блю — підбір виконавців
- Девід Трехерн — допоміжне мікшування, помічник